# فيليب دفوراك
فيليب دفوراك (بالتشيكية: Filip Dvořák)‏ هو راكب الكنو تشيكي، ولد في 30 يوليو 1988 في براغ في التشيك.

## وصلات خارجية
- فيليب دفوراك على موقع الاتحاد الدولي للكانو (الإنجليزية)
- فيليب دفوراك على موقع اللجنة الأولمبية الدولية (الإنجليزية)
- فيليب دفوراك على موقع أوليمبيديا (الإنجليزية)
- فيليب دفوراك على موقع اللجنة الأولمبية التشيكية (التشيكية)